# San Bartolo Soyaltepec
San Bartolo Soyaltepec es una localidad del estado mexicano de Oaxaca. Es cabecera del municipio de San Bartolo Soyaltepec.

## Demografía
| Censo | Población |
| ----- | --------- |
| 1900  | 1034      |
| 1910  | 1229      |
| 1921  | 1112      |
| 1930  | 368       |
| 1940  | 272       |
| 1950  | 2476      |
| 1960  | 256       |
| 1970  | 210       |
| 1980  | 568       |
| 1990  | 155       |
| 1995  | 48        |
| 2000  | 58        |
| 2005  | 61        |
| 2010  | 69        |
| 2020  | 47        |